# Pedaliodes niveonota
Pedaliodes niveonota är en fjärilsart som beskrevs av Butler 1873. Pedaliodes niveonota ingår i släktet Pedaliodes och familjen praktfjärilar. Inga underarter finns listade i Catalogue of Life.